# 31711 Suresh
31711 Suresh è un asteroide della fascia principale. Scoperto nel 1999, presenta un'orbita caratterizzata da un semiasse maggiore pari a 2,7928454 UA e da un'eccentricità di 0,0820345, inclinata di 9,26925° rispetto all'eclittica.